# Naughty Marietta
Naughty Marietta är en operett i två akter med musik av Victor Herbert och libretto och sångtexter av Rida Johnson Young.

## Historia
Naughty Marietta provspelades den 24 oktober 1910 i Syracuse, New York och hade sin Broadwaypremiär den 7 november 1910 på Olympia Theatre där den framfördes 136 gånger. Verket blev en stor framgång och betydde mycket för den amerikanska operettens framväxt. Den hade en amerikansk handling som utspelades i 1700-talets New Orleans. 1935 filmades operetten med Jeanette MacDonald och Nelson Eddy i huvudrollerna.
I operetten förekommer den berömda duetten "Ah! Sweet Mystery of Life."

## Musiknummer
| Akt I - Ouvertyr - 1. Clear Away! – Opening Chorus - 2. Mysterious Melody - Fanchon - 3. Tramp, Tramp, Tramp – Captain Dick and Followers - 4. Taisez-Vous – Casquette Girls and Men - 5. Naughty Marietta – Marietta - 6. It Never, Never Can Be Love – Marietta and Captain Dick - 7. If I Were Anybody Else But Me – Lizette and Simon - 8. 'Neath the Southern Moon – Adah - 9. Italian Street Song – Marietta and Chorus - 10. Finale | Akt II - 11. Dance of the Marionettes – Marietta and Rudolfo - 12. You Marry a Marionette – Etienne - 13. Intermezzo: Dance – Marietta - 14. The Dream Melody (Ah! Sweet Mystery of Life) - 15. New Orleans Jeunesse Dorèe– Chorus of Men - 16. Loves of New Orleans – Ensemble - 17. The Sweet By and By – Lizette - 18. Prelude to live for Today - Orchestra - 19. Live For To-Day – Marietta, Adah, Captain Dick and Etienne - 20. I'm Falling In Love With Some One – Captain Dick - 21. It's Pretty Soft for Simon – Simon - 22. Finale |

## Kulturell påverkan
- Både operetten och dess titelsång parodieras i sången "Naughty, Naughty Nancy", som ingår i musikalen Little Mary Sunshine (1959).

- "Ah! Sweet Mystery of Life" används som ett återkommande skämt i Mel Brooks film Det våras för Frankenstein (1974).

- "Ah! Sweet Mystery of Life" och "I'm Falling in Love With Someone" fogades in i musikalen Thoroughly Modern Millie (1967).

- Operetten används som tortyrredskap av en fångad rebell i Woody Allens film Bananas (1971).

- I avsnittet "Ricky's Movie Offer" av TV-serien I Love Lucy 1954 sjungs "Ah! Sweet Mystery of Life" av Elizabeth Patterson, i avsnittet "Archie The Gambler" av All In the Family 1973 sjungs den av Jean Stapleton, Rob Reiner, och Sally Struthers, och i avsnittet "Pearls of Wisdom" från Designing Women sjungs den av Dixie Carter.